# 热沃
热沃（法語：Gesves，法語發音：[ʒɛv]）是比利时瓦隆大区那慕爾省那慕爾區的一个市镇，通行法语，是比利时法语社群的一部分，面积64.92平方千米，人口7,210人（2018年1月1日）。